# Alain Anziani
Pour les articles homonymes, voir Anziani.
Alain Anziani, né le 30 mai 1951 à Paris et mort le 19 juillet 2025 à Bordeaux, est un homme politique français membre du Parti socialiste. Il est maire de Mérignac (Gironde) de 2014 à 2025 et président de Bordeaux Métropole de 2020 à 2024.

## Biographie
Alain Anziani naît le 30 mai 1951 à Paris, d'un père corse, ouvrier et gaulliste et d'une mère bretonne.
Titulaire de deux maîtrises en philosophie et en droit et d'un DEA d'économie, Alain Anziani devient avocat en 1979. Il s'installe en 1982 en Gironde où, chargé de la planification au cabinet du président socialiste du conseil régional d'Aquitaine, Philippe Madrelle, il suit les contrats de plan avec l’État, les départements et les agglomérations. En 1986, à la suite du basculement politique lors des élections régionales d'Aquitaine, il redevient avocat au barreau de Bordeaux.
Parallèlement, il devient en 1986 président du Conseil départemental des associations familiales laïques de Gironde et siège en 1988 à l’Union départementale des associations familiales en tant qu'administrateur désigné. 
De 1993 à 2009, il exerce les fonctions de premier secrétaire de la fédération départementale du Parti socialiste.
En 1992, il conduit la liste girondine aux élections régionales et est élu. De 1998 à 2008, il est vice-président de la région chargé des Finances et de la planification, puis de l'action économique.  
Lors d'une élection cantonale partielle en 1993, provoquée par la démission de Joëlle Dusseau, il est candidat sur le canton du Bouscat, mais est battu par Dominique Vincent, candidat du RPR.  
En 2001, Michel Sainte-Marie, député maire de Mérignac, lui confie la délégation d'adjoint chargé de la politique de la ville, des conseils de quartiers et donc de la participation des citoyens, de l'insertion des plus défavorisés, de l'Agenda 21 et du grand projet de la médiathèque située dans l'ancienne mairie en centre-ville. Après le renouvellement municipal de 2008, il devient adjoint aux finances et à l'innovation. Il est également responsable, pour la ville de Mérignac et la communauté urbaine de Bordeaux, de Bordeaux Aéroparc, parc industriel et scientifique consacré à l'aéronautique.
Il est élu sénateur de la Gironde le 21 septembre 2008. Il abandonne alors la vice-présidence de la région et sa profession d'avocat pour se consacrer à ses nouvelles fonctions. Lors du renouvellement de 2011, il est nommé membre du bureau du Sénat, avec la fonction de questeur. Pendant ces années, il est le rapporteur de nombreux textes et en dernier du projet de loi relatif à la lutte contre la fraude fiscale et la grande délinquance financière.
Tête de liste pour les élections municipales de mars 2014 à Mérignac, il remporte les élections avant d'être élu maire de la ville le 5 avril suivant,. Le 18 avril suivant, il est élu premier vice-président de la communauté urbaine de Bordeaux,.
Membre du groupe d'information internationale sur le Tibet au Sénat, il écrit au président François Hollande au sujet de la situation au Tibet.
Le 1er octobre 2017, il fait partie des treize derniers sénateurs (sur un total de 41) à démissionner pour privilégier leurs mandats locaux, en application de la loi sur le cumul des mandats,. Laurence Harribey, qui le suivait sur la liste en 2014, le remplace.
Il est élu président de Bordeaux Métropole le 17 juillet 2020, grâce à une alliance Socialistes / Les Verts. Il est ainsi le septième président de Bordeaux Métropole, succédant à Patrick Bobet. Il démissionne le 4 mars 2024 pour raisons de santé. Christine Bost est élue pour lui succéder par les 104 élus métropolitains le 15 mars 2024.
Le 25 mars 2025, il annonce dans un courrier sa démission prochaine de la mairie de Mérignac en raison de nombreux problèmes de santé. Il souffre en effet de deux cancers et de la maladie de Parkinson. Il officialise sa démission le 26 mai et est remplacé par son premier adjoint, Thierry Trijoulet, le 2 juin. Il meurt le 19 juillet 2025 à Bordeaux.

## Ouvrage
- Cent ans de socialisme en Gironde, Éditions du Populaire girondin, 1999, 207 p. (ISBN 295148030X, présentation en ligne)